# Okręg wyborczy Rushcliffe
Okręg wyborczy Rushcliffe powstał w 1885 r. i wysyła do brytyjskiej Izby Gmin jednego deputowanego. Okręg obejmuje południową część hrabstwa Nottinghamshire.

## Deputowani do brytyjskiej Izby Gmin z okręgu Rushcliffe
- 1885–1910: John Ellis, Partia Liberalna
- 1910–1918: Leif Jones, Partia Liberalna
- 1918–1934: Henry Betterton, Partia Konserwatywna
- 1934–1945: Ralph Assheton, Partia Konserwatywna
- 1945–1950: Florence Paton, Partia Pracy
- 1950–1966: Martin Redmayne, Partia Konserwatywna
- 1966–1970: Anthony Gardner, Partia Pracy
- 1970– : Kenneth Clarke, Partia Konserwatywna